# Leiberger Wald
Das Naturschutzgebiet Leiberger Wald mit 1.786 ha Flächengröße und der Schlüsselnummer PB-060 liegt auf dem Gebiet der Städte Bad Wünnenberg und Büren im Kreis Paderborn in Nordrhein-Westfalen und besteht aus zwei Teilflächen. Der Leiberger Wald wurde mit der Auslegung vom Landschaftsplan Büren-Wünnenberg 1994 zunächst einstweilig unter Schutz gestellt und 1996 vom Kreistag des Kreises Paderborn endgültig als  Naturschutzgebiet (NSG) ausgewiesen. Es ist das zweitgrößte Naturschutzgebiet im Kreis Paderborn.
Das Gebiet erstreckt sich südöstlich der Kernstadt Büren und südwestlich der Kernstadt Bad Wünnenberg. Am südwestlichen Rand des Gebietes verläuft die Landesstraße L 637 und fließt die Alme, ein linker Zufluss der Lippe, am südöstlichen Rand verläuft die L 956. Nördlich verläuft die L 549, durch das Gebiet hindurch verläuft die B 480. Östlich erstreckt sich der rund 1,8 km² große Aabachsee. Im Stadtgebiet von Brilon im Hochsauerlandkreis in Nordrhein-Westfalen grenzt westlich direkt das Naturschutzgebiet Nettetal an. Das Naturschutzgebiet Leiberger Wald gehört mit dem Naturschutzgebiet Nettetal zum FFH-Gebiet Leiberger Wald (Nr. DE-4517-303) mit 1864 ha Größe. Das FFH-Gebiet ist ein Teil des europäischen Natura-2000-Schutzgebietsnetzes. Ab Februar 2023 gehörte das Gebiet zur Gebietskulisse des geplanten  EU-Vogelschutzgebiet Diemel- und Hoppecketal mit Wäldern bei Brilon und Marsberg.

## Beschreibung
Bei den beiden NSG-Teilen handelt es sich um geschlossene Waldgebiete mit einzelnen Freiflächen. Im Wald befinden sich Erlen-Eschen- und Weichholz-Auenwälder und Buchenwald. Beim Buchenwald handelt es sich um Hainsimsen–Buchenwald und Waldmeister-Buchenwald. Auch einzelne Fichtenparzellen waren bei Ausweisung des NSG vorhanden. Es kommen ferner Kalktuffquellen und Fließgewässer mit Unterwasservegetation im NSG vor.
Im Wald kommt die Wildkatze und in den Bächen die Groppe vor. An seltenen Vogelarten kommen Schwarzstorch, Rotmilan, Habicht, Sperber, Turmfalke, Waldkauz, Mittelspecht, Schwarzspecht und Grauspecht vor.
Zum Schutz des Gebietes wurden zahlreiche zusätzliche Verbote und zusätzliche Festsetzungen für die forstliche Nutzung festgelegt. Im NSG liegt die Burganlage im Leiberger Wald. 
Zum Wert des NSG führt der Landschaftsplan aus: „Das Gebiet zeichnet sich durch eine landesweit bedeutsame Vergesellschaftung von FFH-relevanten Lebensraumtypen aus. Der zusammenhängende Waldkomplex stellt im Rahmen des Biotopverbundes einen wichtigen Refugial- und Ausbreitungsraum für zahlreiche Tier- und Pflanzenarten der Waldökosysteme im Übergang zwischen Sauerland und Paderborner Hochfläche dar.“